# Площадь Трёх Культур
Площадь Трёх Культур (исп. Plaza de las Tres Culturas), также площадь Тлателолько (Plaza de Tlatelolco) — площадь в районе Тлателолько Куаутемок в столице Мексики Мехико.
Считается, что именно на этом месте в 1521 году произошёл последний бой испанцев Кортеса и ацтеков Куаутемока. Мемориальная доска на площади гласит:
13 августа 1521 года, героически защищаемый Куаутемоком, Тлателолько пал под натиском войск Эрнана Кортеса. Это не было ни победой, ни поражением, это было болезненное рождение мультикультурного общества, сегодняшней Мексики.
Спустя 400 лет после первой резни на этом же месте произошло новое кровопролитие. 2 октября 1968 года сотни демонстрантов, в основном студенты, были расстреляны вооружёнными частями по приказу президента Густаво Диаса Ордаса.
Название площади объясняется тремя различными культурами, представленными в её архитектурном окружении:
- Первая культура — культура Теночтитлана. На площади находятся развалины пирамиды, а также ряд зданий ацтеков доколумбовой эпохи. На площади Тлателолько располагался огромный рынок, который посещали торговцы со всей Центральной Америки.
- Вторая культура — испанская культура, представленная католическим собором Сантьяго.
- Третья культура — современная мексиканская культура. Она представлена Башней Тлателолько (Torre de Tlatelolco), в которой до 2005 года размещалось мексиканское министерство иностранных дел, и которая сегодня используется как главный корпус Национального автономного университета Мексики.